# Tritioacetona
La tritioacetona (2,2,4,4,6,6-hexametil-1,3,5-tritiano) es una sustancia química orgánica con fórmula C
9H
18S
3. Su estructura covalente es [–C(CH
3)
2–S–]
3, es decir, un anillo de seis miembros de átomos de carbono y azufre alternos, con dos grupos metilo unidos a cada átomo carbono. Puede verse como un derivado del 1,3,5-tritiano, con sustituyentes del grupo metilo para todos los átomos de hidrógeno en esa estructura original. El compuesto tritioacetona es un trímero cíclico estable de tioacetona (propano-2-tiona), que por sí solo es un compuesto inestable. Por el contrario, el compuesto de trioxano análogo, 2,2,4,4,6,6-hexametil-1,3,5-trioxano (Triacetona), con átomos de oxígeno en lugar de átomos de azufre, parece ser inestable, mientras que su correspondiente monómero acetona (2-propanona) es estable.

## Usos
La tritioacetona se utiliza como saborizantes de toronja, mango, uva, fresa y nuez. Debido a que es inestable se ha utilizado para descomponerlo en tioacetona, que no tiene usos.
También es muy útil para la elaboración de explosivos, o sustancias más apestosas todavía, y se encuentra en algunos laboratorios por eso, pero si no se guarda bajo un recipiente encima de donde está la tritioacetona, puede dejar un extraño olor a azufre.

## Descubrimiento
La tritioacetona se encontró por primera vez en extractos de carne de res y cerdo, más tarde se encontró en la composición química de algunas frutas tropicales.